# Schwartz & Schwartz
Schwartz & Schwartz ist eine Kriminalfilmreihe des ZDF, die im Rahmen des Samstagskrimis ausgestrahlt wurde. In den Hauptrollen waren Devid Striesow und Golo Euler besetzt, die ein ungleiches Brüdergespann verkörpern.

## Handlung und Figuren
Andreas „Andi“ Schwartz ist Privatdetektiv und das Schwarze Schaf der Familie. Mathias „Mads“ Schwartz, der jüngere Bruder von Andi ist Kriminalbeamter beim Kriminaldauerdienst. Nachdem er zuvor andere Strafdelikte aufklärte, muss er in der Auftaktfolge Mein erster Mord seinen ersten Mordfall an der Seite seines Bruders lösen.
Andi Schwartz ist ein charmanter Mann, aber leider sehr unzuverlässig. Er arbeitet als Detektiv, für ihn ein Job, mit dem er sich über Wasser hält. Nach einem schlimmen Vorfall in der Vergangenheit ist der Kontakt zu seinem Bruder Mads seit Jahren abgerissen und er gibt vor, ein gut laufendes Securityunternehmen zu führen. Andi Schwartz vertraut nur seinen eigenen Gesetzen und arbeitet mit allen (auch nicht legalen) Tricks, um seine Ziele zu erreichen.
Mads Schwartz ist das Gegenteil seines Bruders. Er ist glücklich verheiratet, Familienvater und in seinem Beruf als Polizist unbestechlich. Schwartz gilt als einer der besten Beamten des Berliner Kriminaldauerdienstes. Mads Schwartz glaubt an die Kraft der Staatsmacht. Ausgerechnet als er seinen ersten großen Fall bei der Berliner Mordkommission übertragen bekommt, taucht sein Bruder Andi wieder in seinem Leben auf. Dies hat, wie schon einmal in seiner Vergangenheit, weitreichende Folgen: Durch Andis Schuld muss er seinen Dienst bei der Polizei aufgeben. Um seine Familie zu ernähren, geht er auf den Vorschlag seines Bruders ein, mit ihm gemeinsam als Detektiv zu arbeiten. Dabei kommen Mads seine guten Verbindungen zur Polizei, insbesondere zu Kommissarin Iris Doppelbauer, zugute.

## Besetzung

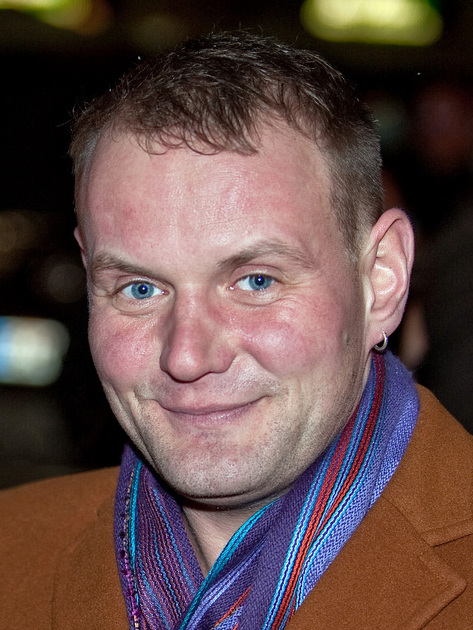
Devid Striesow
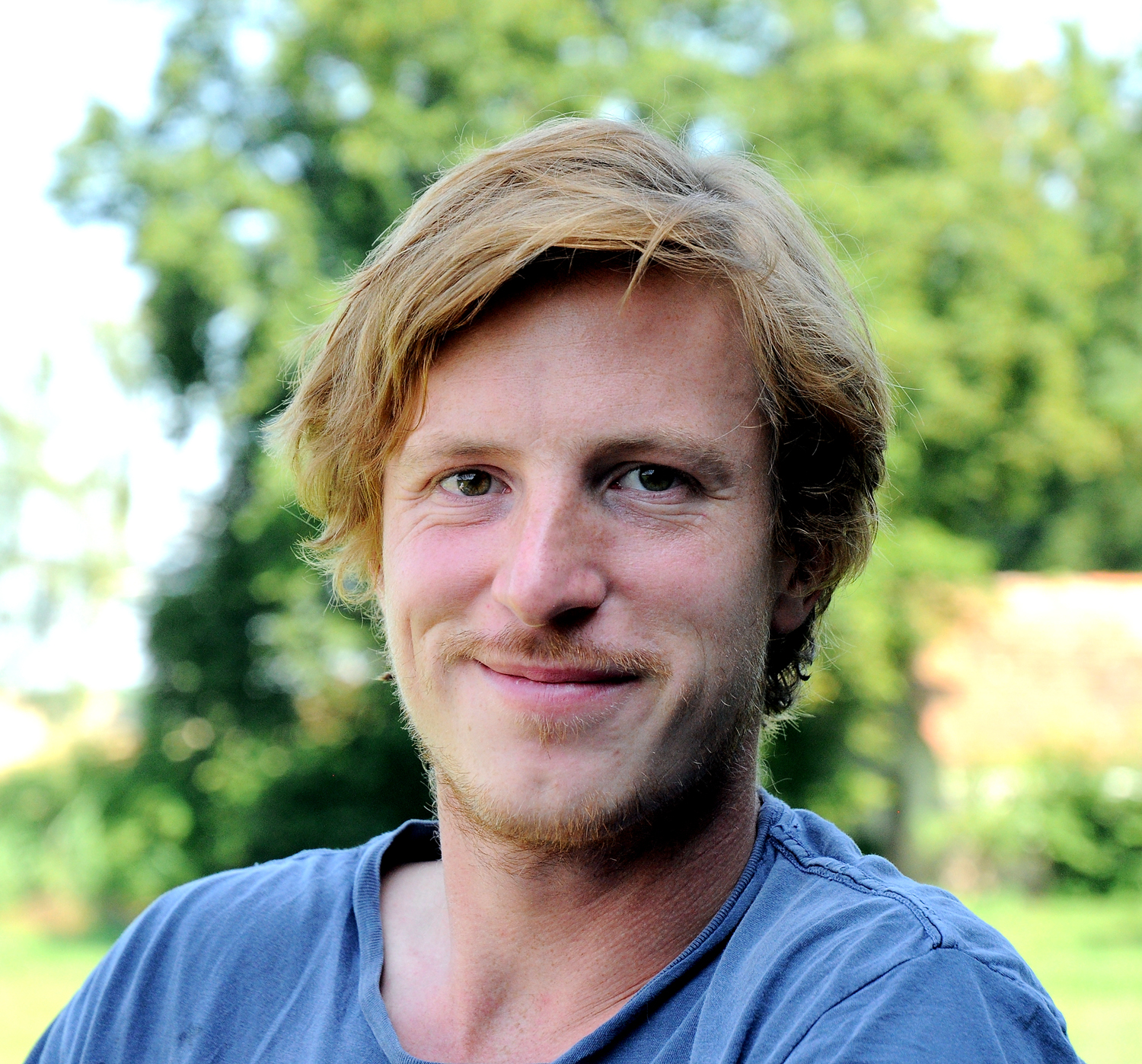
Golo Euler
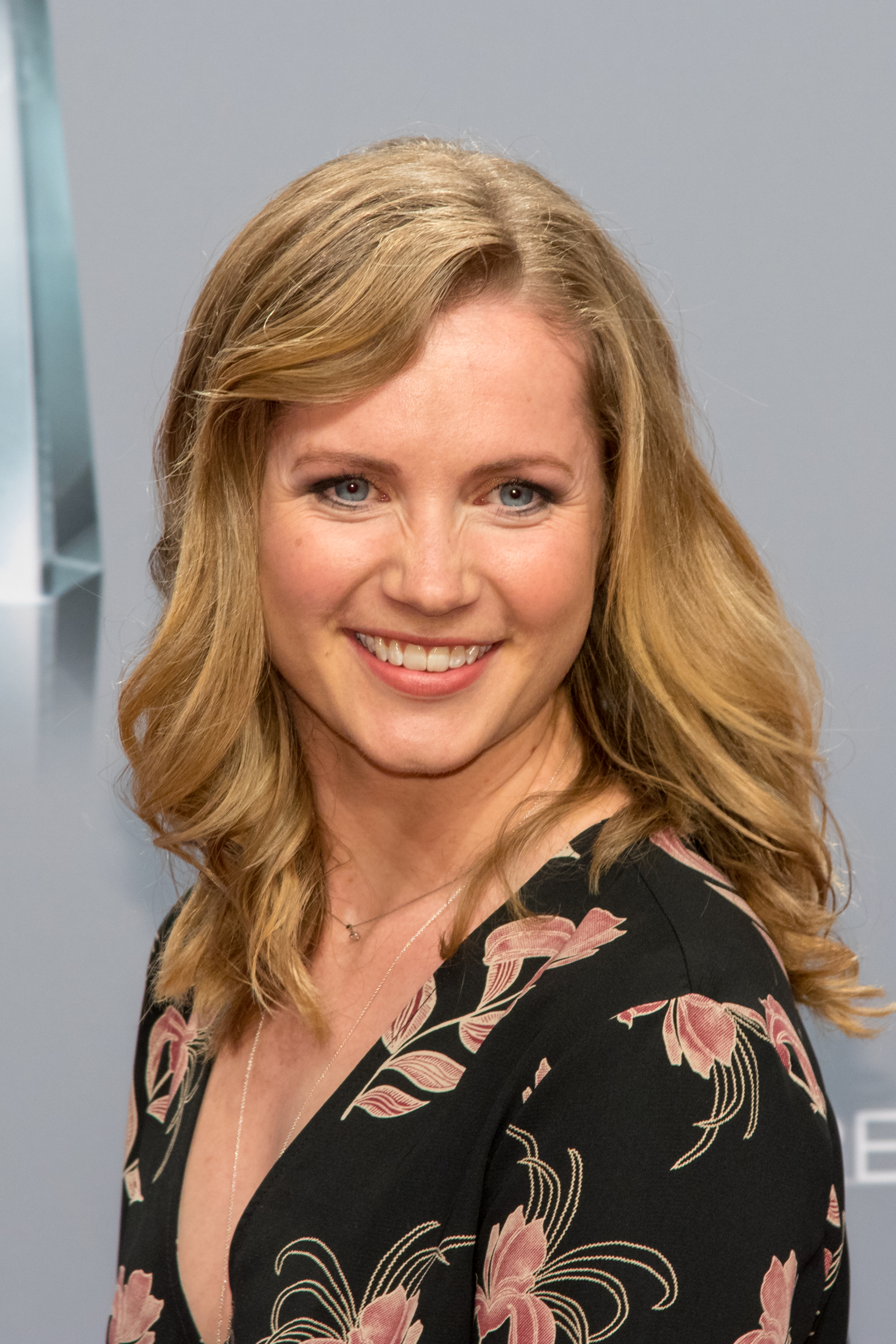
Cornelia Gröschel
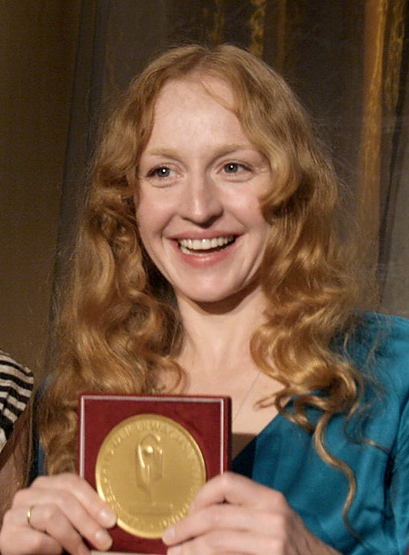
Brigitte Hobmeier

| Schauspieler      | Rollenname              | Position                 | Episoden | Zeitraum  |
| ----------------- | ----------------------- | ------------------------ | -------- | --------- |
| Devid Striesow    | Andreas „Andi“ Schwartz | Privatdetektiv           | 1–3      | 2017–2019 |
| Golo Euler        | Mathias „Mads“ Schwartz | Kriminalbeamter          | 1–3      | 2017–2019 |
| Cornelia Gröschel | Jasmin Schwartz         | Ehefrau von Mads         | 1–3      | 2017–2019 |
| Brigitte Hobmeier | Iris Doppelbauer        | Kriminalkommissarin      | 1–3      | 2017–2019 |
| Ari Kurecki       | Mika Schwartz           | Sohn von Mads und Jasmin | 1        | 2017      |
| Lisa Martinek †   | Petra Steinle           | Chefin des Kommissariats | 1        | 2017      |

## Episodenliste
| Nr. | Originaltitel    | Erstausstrahlung D | Regie            | Drehbuch                     | Zuschauer             |
| --- | ---------------- | ------------------ | ---------------- | ---------------------------- | --------------------- |
| 1   | Mein erster Mord | 27. Okt. 2018      | Rainer Kaufmann  | Alexander Adolph, Eva Wehrum | 5,86 Mio. (19,7 % MA) |
| 2   | Der Tod im Haus  | 23. März 2019      | Jobst Oetzmann   | Alexander Adolph, Eva Wehrum | 5,77 Mio. (19,4 % MA) |
| 3   | Wo der Tod wohnt | 23. Mai 2020       | Alexander Adolph | Alexander Adolph, Eva Wehrum | 5,21 Mio. (17,5 % MA) |